# 山下敬吾
山下 敬吾（やました けいご、1978年9月6日 - ）は、日本棋院所属のプロ棋士。九段。北海道旭川市出身。緑星囲碁学園出身。棋聖、名人、本因坊などのタイトルを獲得。雅号は「道吾（どうわ）」。
張栩、羽根直樹、高尾紳路らとともに「平成四天王」と称される。
7大タイトル獲得数歴代9位タイ、3大タイトル獲得数歴代7位タイ、棋聖位獲得数歴代4位。棋道賞最優秀棋士賞を2度・優秀棋士賞を6度受賞。

## 来歴
高校の数学教師の囲碁愛好家の父より、兄（1988年に少年少女囲碁大会小学生の部で優勝を経験・元院生）と共に囲碁を習い、碁会所などで腕を磨く。1986年 旭川市立東栄小学校2年時に少年少女囲碁大会小学生の部で歴代最年少記録で優勝し、小学生名人となる。（このときの決勝の相手はのちにプロでタイトル争いをすることとなる高尾紳路）。1987年 旭川市立日章小学校3年で、連覇を掛け少年少女囲碁大会に出場するが、黒滝正憲に敗れ準優勝に終わる。その12月に母、兄とともに上京してアマチュア強豪菊池康郎の主宰する緑星囲碁学園に入園する。
1988年 板橋区立高島第四小学校4年時、東京都代表として少年少女囲碁大会に出場し、初の兄弟決勝戦となるが（2010年度までその後一度もない）、兄に敗れ準優勝に終わる。1989年に日本棋院院生。1993年 4月に入段。1997年 「週刊碁」1000号記念企画「十代棋士チャンピオン戦」で優勝。
1998年 六段に昇段。新人王戦優勝。以後、同大会に4期連続優勝。
2000年 新鋭トーナメント戦優勝。七段昇段。小林光一を3-2で破り第25期碁聖獲得（初タイトル）21歳11ヶ月での碁聖位獲得は最年少記録。
2002年 棋聖戦リーグ入りし、B組で優勝し挑戦者決定戦で勝利。名人リーグ、本因坊リーグ入り。2003年 王立誠を4-1で破って第27期棋聖獲得。新昇段制度により、棋聖在位による九段昇段。名人戦挑戦。2004年 羽根直樹に3-4で敗れ棋聖位失冠。羽根を3-0で降し、第30期天元獲得。賞金ランキングで自己最高の2位。
2005年 第53期王座戦挑戦者、中環杯準決勝戦進出。第31期天元戦で河野臨に2-3で敗れ、タイトルを失う。
2006年 羽根直樹を4-0で破り第30期棋聖に復位。張栩を3-1で破って第54期王座獲得。初の二冠王に。天元戦挑戦権を獲得、河野に挑むが1-3で敗退。賞金ランキングで3年ぶりに2位。
2007年 小林覚の挑戦を4-0で退け第31期棋聖を防衛。タイトル防衛は初。11月、今村俊也の挑戦を3-1で退け、第55期王座を防衛。天元戦挑戦権を獲得、河野に挑むが1-3で敗退。
2008年 趙治勲の挑戦を4-3で退け第32期棋聖を防衛。棋聖3連覇を達成。張栩に1-3で敗れ、王座を陥落。10月 第1回ワールドマインドスポーツゲームズ囲碁男子団体戦に依田紀基、羽根直樹、河野臨、高尾紳路と日本代表チームを組み出場、銅メダルを獲得。賞金ランキングで3年連続の2位。
2009年 依田の挑戦を4-2で退け、第33期棋聖を防衛、4連覇達成。天元戦にて張を3-2で破り、4年ぶりに天元を奪還。
2010年 第34期棋聖戦にて張栩に1-4で敗れ棋聖位を失冠。5連覇による名誉棋聖獲得はならなかった。第65期本因坊戦において、羽根直樹を4-1で破り、自身初となる本因坊位を奪取。第19期竜星戦にて優勝。全棋士参加の早碁棋戦での初タイトルとなる。第17期 阿含桐山杯優勝。賞金ランキングで2年ぶりの2位。
2011年 第66期本因坊戦において羽根直樹の挑戦を4-3で退け、本因坊位を初防衛。自身8年ぶりの名人挑戦となった第36期名人戦では井山裕太を4-2で破り、初の名人位を獲得すると共に史上7人目の名人本因坊となった。棋聖戦4連覇・本因坊襲位などが評価され、小林光一に続く囲碁界では2人目の北海道民栄誉賞受賞。
2012年 井山裕太の挑戦を受けた第67期本因坊戦は3-4で敗れ失冠。3連覇はならなかった。第37期名人戦は羽根直樹を4-3で退け、名人位を初防衛。
2013年 第22期竜星戦で河野臨を下し優勝。三コウ無勝負打ち直しの末の勝利であった。第38期名人戦で井山裕太棋聖に4-1で敗れ、無冠となる。第38期棋聖戦で井山裕太棋聖に挑戦が決定。
2014年3月13日、第38期棋聖戦で井山裕太棋聖に4-2で敗れ、タイトル奪取には至らず。11月13日、第39期棋聖戦挑戦者決定戦で村川大介七段に勝利し2期連続で棋聖戦挑戦権を得る。
2015年3月20日、第39期棋聖戦で井山裕太棋聖に3連敗の後3連勝するが敗退。8月7日、第40期碁聖戦で井山裕太碁聖に挑戦するが１勝３敗で敗退。11月9日、900勝達成。プロ入りから22年7ヶ月、37歳2ヶ月での到達は高尾紳路を抜いて最年少記録。 賞金ランキングで5年ぶりの2位。
2016年、第40期棋聖戦で3年連続で挑戦するも井山裕太棋聖（六冠）の前のストレート負け。9月、第41期棋聖戦Sリーグ2位で挑戦者決定トーナメントに進出するも10月に張栩九段に敗れ4年連続の挑戦とはならなかった。
2017年、第42期碁聖戦で2年ぶりに挑戦するも井山裕太碁聖（六冠）の前にストレート負け。11月、第42期棋聖戦Sリーグ2位で挑戦者決定トーナメントに進出するも決勝で一力遼七段に敗れた。
2018年 4月5日第73期本因坊リーグで2敗同士の黄翊祖八段に勝利し、同じく2敗の伊田篤史八段が芝野虎丸七段に敗れたため、山下が5勝2敗で3年ぶりに本因坊への挑戦権を獲得した。7月1日、第73期本因坊挑戦手合で井山裕太七冠に1-3で敗退した。9月3日、第44期天元戦挑戦者決定戦で許家元碁聖に中押し勝ちし井山裕太天元への挑戦権獲得。
2019年、前年11月8日の第43期棋聖戦挑戦者決定変則三番勝負で勝利した山下は、井山裕太棋聖とのタイトル戦に臨んだ。七大タイトル17年連続出場は歴代2位の記録。同時に史上24人目の通算1000勝を達成。25年7ヶ月での達成は史上最速記録。井山と山下が七大タイトル戦の挑戦手合で対戦するのは、通算12回目で歴代最多記録となる（当時）。しかし番勝負では敗れて、通算成績は1勝11敗となった。
2019-20年、第44期棋聖戦Sリーグでは2勝3敗で5位となり陥落。
2020-21年、第45期棋聖戦Aリーグでは5勝2敗で1位となりSリーグ昇格。挑戦者決定トーナメントでは高尾紳路九段に敗北。
2021-22年、第46期棋聖戦Sリーグでは0勝5敗で6位となり陥落。挑戦手合1局目では立会人を務めた。
2022-23年、第47期棋聖戦Aリーグでは6勝1敗で1位となりSリーグ昇格。挑戦者決定変則三番勝負に進出。勝てば2019年以来4年ぶりの挑戦手合進出であったが、芝野虎丸名人に敗れて挑戦を逃す。
2023年2月12日、プロ棋士ペア碁選手権2023では鈴木歩七段とペアを組み、初優勝。初戦から決勝までの4局すべてで逆転勝ちであった。
2023-24年、第48期棋聖戦Sリーグでは5位となり陥落。
2024-25年、第49期棋聖戦Aリーグで1位となりSリーグ昇格。挑戦者決定変則三番勝負に進出。勝てば2019年以来6年ぶりの挑戦手合進出であったが、井山裕太王座に敗れて挑戦を逃す。

## 棋戦決勝進出結果
| 棋戦           |
| 三大タイトル   |
| 他七大タイトル |
| 国際タイトル   |
| 他大会         |

|      | 数 | 棋戦                | 期・回 | 対局日     | 相手               |     |
| ---- | -- | ------------------- | ------ | ---------- | ------------------ | --- |
| 優勝 | 1  | 新人王戦            | 23期   | 1998年10月 | 高尾紳路六段       | 2-1 |
| 優勝 | 2  | 新人王戦            | 24期   | 1999年10月 | 羽根直樹七段       | 2-0 |
| 優勝 | 3  | NEC俊英トーナメント | 14期   | 1999年     | 蘇耀国五段         | 1-0 |
| 優勝 | 4  | 新鋭トーナメント    | 30期   | 2000年     | 高尾紳路六段       | 1-0 |
| 優勝 | 5  | 新人王戦            | 25期   | 2000年9月  | 羽根直樹八段       | 2-0 |
| 奪取 | 6  | 碁聖戦              | 25期   | 2000年     | 小林光一碁聖       | 3-2 |
| 優勝 | 7  | 新人王戦            | 26期   | 2001年9月  | 久保秀夫五段       | 2-0 |
| 奪取 | 8  | 棋聖戦              | 27期   | 2003年3月  | 王立誠棋聖         | 4-1 |
| 奪取 | 9  | 天元戦              | 30期   | 2004年12月 | 羽根直樹天元       | 3-0 |
| 奪取 | 10 | 棋聖戦              | 30期   | 2006年2月  | 羽根直樹棋聖       | 4-0 |
| 奪取 | 11 | 王座戦              | 54期   | 2006年12月 | 張栩王座           | 3-1 |
| 防衛 | 12 | 棋聖戦              | 31期   | 2007年2月  | 小林覚九段         | 4-0 |
| 防衛 | 13 | 王座戦              | 55期   | 2007年11月 | 今村俊也九段       | 3-1 |
| 防衛 | 14 | 棋聖戦              | 32期   | 2008年3月  | 趙治勲十段         | 4-3 |
| 防衛 | 15 | 棋聖戦              | 33期   | 2009年3月  | 依田紀基九段       | 4-2 |
| 奪取 | 16 | 天元戦              | 35期   | 2009年12月 | 張栩天元           | 3-2 |
| 奪取 | 17 | 本因坊戦            | 65期   | 2010年6月  | 羽根直樹本因坊     | 4-1 |
| 優勝 | 18 | 竜星戦              | 19期   | 2010年9月  | 中野寛也九段       | 1-0 |
| 優勝 | 19 | 阿含桐山杯          | 17期   | 2010年10月 | 二十五世本因坊治勲 | 1-0 |
| 防衛 | 20 | 本因坊戦            | 66期   | 2011年7月  | 羽根直樹九段       | 4-3 |
| 奪取 | 21 | 名人戦              | 36期   | 2011年10月 | 井山裕太名人       | 4-2 |
| 防衛 | 22 | 名人戦              | 37期   | 2012年11月 | 羽根直樹九段       | 4-3 |
| 優勝 | 23 | 竜星戦              | 22期   | 2013年9月  | 河野臨九段         | 1-0 |

## 獲得タイトル
色付きは現在在位。
他の棋士との比較は、囲碁のタイトル在位者一覧 を参照。
| タイトル                                                                            | 番勝負           | 獲得年度              | 登場 | 獲得期数      | 連覇            |
| 棋聖                                                                                | 七番勝負 1-3月   | 2003（第27期）、06-09 | 11   | 5期 (歴代4位) | 4 (歴代3位タイ) |
| 名人                                                                                | 七番勝負 9-11月  | 2011（第36期）-12     | 4    | 2期           | 2               |
| 本因坊                                                                              | 七番勝負 5-7月   | 2010（第65期）-11     | 5    | 2期           | 2               |
| 王座                                                                                | 五番勝負 10-12月 | 2006（第54期）-07     | 5    | 2期           | 2               |
| 天元                                                                                | 五番勝負 10-12月 | 2004（第30期）、09    | 8    | 2期           |                 |
| 碁聖                                                                                | 五番勝負 6-8月   | 2000（第25期）        | 5    | 1期           |                 |
| 十段                                                                                | 五番勝負 3-4月   |                       | 3    |               |                 |
| 登場回数合計41回、獲得合計14期＝歴代9位タイ、 3大タイトル獲得数合計9期＝歴代7位タイ |                  |                       |      |               |                 |

天元戦トーナメントに強く、2002年（第29期）以降では22連勝を含む34勝3敗（勝率92％）、5度の挑戦権獲得（挑決敗退１回）という圧倒的な成績を残している。7大タイトル戦挑戦手合では井山裕太に1勝11敗、張栩に2勝6敗と獲得を阻まれることが多かった。

### 他棋戦優勝記録
- 新人王戦4連覇　（1998年 - 2001年）
- NEC俊英囲碁トーナメント戦 （第14期）
- 新鋭トーナメント戦 （第30期）
- 竜星戦 （第19期、第22期）
- 阿含桐山杯 （第17期）

## 棋聖戦挑戦者決定リーグ戦
※新制度より（第40期から）
| - タイトル保持者は桃色 - Sリーグは緑色 - Aリーグは紫色。 - Bリーグは黄色 - Cリーグは水色 - FTはファーストトーナメント |

| 回 | 期 | 開催年  | 所属リーグ |     | 結果   |
| -- | -- | ------- | ---------- | --- | ------ |
| 1  | 40 | 2015-16 | Sリーグ    | 1位 | 挑戦者 |
| 2  | 41 | 2016-17 | Sリーグ    | 2位 |        |
| 3  | 42 | 2017-18 | Sリーグ    | 2位 |        |
| 4  | 43 | 2018-19 | Sリーグ    | 1位 | 挑戦者 |
| 5  | 44 | 2019-20 | Sリーグ    | 5位 | 降格   |
| 6  | 45 | 2020-21 | Aリーグ    | 2位 | 昇格   |
| 7  | 46 | 2021-22 | Sリーグ    | 6位 | 降格   |
| 8  | 47 | 2022-23 | Aリーグ    | 1位 | 昇格   |
| 9  | 48 | 2023-24 | Sリーグ    | 5位 | 降格   |
|    | 49 | 2024–25 | Aリーグ    | 1位 | 昇格   |

## 人物
かつては、対局の際には「朝ご飯をしっかり食べるので、昼は食べなくても差し支えない」として、基本的に昼食を食べない主義であった。本人曰く「食べると頭が働かなくなる」うえに「対局中は食べる気にもなりません」とのこと。タイトル戦では昼食に当地の名物料理が用意されるのが常だが、それすらも注文しないのが恒例。そのため対局中に昼食を食べると、それだけで囲碁界では「大事件」として話題になるほどだった。対局中のおやつも日によっては注文せず、飲み物のみで済ませている。これについて、2013年の本因坊戦で解説を務めた際に「アメやチョコレートなどを食べて糖分は補給しているので脳には影響しない」と話している。ただ2015年の本因坊戦では普通に昼食を注文しており、方針に変化が生じている。
なお「棋士は体が資本」ということで、食べること自体は好き。酒も20代前半の頃はよく飲んでいたが、結婚してからは「対局にプラスにならない」として全く飲まなくなった。
第33期棋聖戦第3局、第38期名人戦第2局は広島県尾道市で行われた。この地は本因坊秀策の故郷であり、対局前日に挑戦者と共に秀策記念館を見学している。翌日の対局ではいずれも小目を3隅先占する秀策流を目指している。名人戦挑戦者だった井山は秀策流を回避する打ち方をした。これについて井山は「僕にはそんな勇気はない」と答えた。

## 棋風
深い読みに裏打ちされた好戦的なスタイル。接近戦を得意とし、序盤は位の高い碁を志向する。近年では、よりオーソドックスな布石で地に辛くなりつつある。
かつては初手天元、5の五など意欲的な手を打つことも多く、特に2000年の碁聖戦では、挑戦者決定トーナメントから挑戦手合五番勝負まで5の五を多用して注目を集めた。その後はトーナメント上位での対局が増え、そのような大胆な布石はあまり見られなくなった。
しかし2020年のNHK杯二回戦では、白番にもかかわらず5の五を打ち、見事に伊田八段に勝利した。その日の「今日の私の一手」で「二手目(5の五)です」と言って話題をさらった。この他にも、NHK杯では白番でタスキ星から天元を打つ「斜め三連星」や白番で初手天元など、ユニークな布石を披露している。

## 雅号
2010年8月20日、本因坊位初獲得の就位式において、雅号を「道吾」とすることを発表した。雅号の由来は、歴代本因坊の1人本因坊道策と、自身の出身地である北海道から「道」を取り、本名の敬吾から「吾」の1文字を取って合わせたものである。

## 2手目天元
|  |  |  |  |  |  |  |  |  |  |  |  |  |  |  |  |  |  |  |
|  |  |  |  |  |  |  |  |  |  |  |  |  |  |  |  |  |  |  |
|  |  |  |  |  |  |  |  |  |  |  |  |  |  |  |  |  |  |  |
|  |  |  |  |  |  |  |  |  |  |  |  |  |  |  |  |  |  |  |
|  |  |  |  |  |  |  |  |  |  |  |  |  |  |  |  |  |  |  |
|  |  |  |  |  |  |  |  |  |  |  |  |  |  |  |  |  |  |  |
|  |  |  |  |  |  |  |  |  |  |  |  |  |  |  |  |  |  |  |
|  |  |  |  |  |  |  |  |  |  |  |  |  |  |  |  |  |  |  |
|  |  |  |  |  |  |  |  |  |  |  |  |  |  |  |  |  |  |  |
|  |  |  |  |  |  |  |  |  |  |  |  |  |  |  |  |  |  |  |
|  |  |  |  |  |  |  |  |  |  |  |  |  |  |  |  |  |  |  |
|  |  |  |  |  |  |  |  |  |  |  |  |  |  |  |  |  |  |  |
|  |  |  |  |  |  |  |  |  |  |  |  |  |  |  |  |  |  |  |
|  |  |  |  |  |  |  |  |  |  |  |  |  |  |  |  |  |  |  |
|  |  |  |  |  |  |  |  |  |  |  |  |  |  |  |  |  |  |  |
|  |  |  |  |  |  |  |  |  |  |  |  |  |  |  |  |  |  |  |
|  |  |  |  |  |  |  |  |  |  |  |  |  |  |  |  |  |  |  |
|  |  |  |  |  |  |  |  |  |  |  |  |  |  |  |  |  |  |  |
|  |  |  |  |  |  |  |  |  |  |  |  |  |  |  |  |  |  |  |

2000年の新鋭トーナメント戦決勝。高尾紳路と対戦。第一着に自分が得意とする5の五を打たれると、山下はほとんど例のない白2手目での天元打ちで対抗。さらに高尾が3手目に5の五を打つという冒頭から激しい空中戦を繰り広げた一局として話題になった（山下勝ち）。この碁はその後マンガ「ヒカルの碁」でも進藤ヒカル-社清春戦の棋譜として用いられた。

## 年表
| - タイトル戦の欄の氏名は対戦相手。うち、色付きのマス目は獲得（奪取または防衛）。青色は挑戦者または失冠。黄色はリーグ入り。 - 棋道賞は、最 : 最優秀棋士賞、 優 : 優秀棋士賞、 特別 : 特別賞、 率 : 勝率一位賞、 勝 : 最多勝利賞、 対 : 最多対局賞、 連 : 連勝賞、 国際 : 国際賞、 新人 : 新人賞、 哉 : 秀哉賞 - 賞金&対局料は、年度区切りではなく1月 - 12月の集計。単位は万円。色付きの年は全棋士中1位。 |

|              | 棋聖                | 十段           | 本因坊           | 碁聖           | 名人             | 王座           | 天元           | 棋道賞      | 賞金対局料  | 備考 |
| ------------ | ------------------- | -------------- | ---------------- | -------------- | ---------------- | -------------- | -------------- | ----------- | ----------- | ---- |
| 棋聖戦 1-3月 | 十段戦 3-4月        | 本因坊戦 5-7月 | 碁聖戦 6-8月     | 名人戦 9-11月  | 王座戦 10-12月   | 天元戦 10-12月 |                |             |             |      |
| 1997         |                     |                |                  |                |                  |                |                | 率 多 新人  |             |      |
| 1998         |                     |                |                  |                |                  |                |                | 勝 多       |             |      |
| 1999         |                     |                |                  |                |                  |                | 本戦決勝進出   | 率          | 2177 (10位) |      |
| 2000         |                     | 本戦決勝進出   |                  | 小林光一 ooxxo |                  |                |                | 優 勝 多    | 2178(8位)   |      |
| 2001         | 3位                 |                |                  | 小林光一 xoxox |                  |                |                |             | 1866(12位)  |      |
| 2002         | 2位                 |                |                  |                | 3位              |                | 本戦決勝進出   |             | 2549(11位)  |      |
| 2003         | 王立誠 ooxoo        | 本戦決勝進出   | 3位              |                | 依田紀基 xxoxx   |                | 羽根直樹 oxxox | 優          | 7787(2位)   |      |
| 2004         | 羽根直樹 xxxooox    |                | 陥落             |                | 4位              | 張栩 xxox      | 羽根直樹 ooo   | 優 多       | 5710(3位)   |      |
| 2005         | 1位                 |                |                  |                | プレーオフ       | 張栩 xxx       | 河野臨 oxxox   |             | 2824(6位)   |      |
| 2006         | 羽根直樹 oooo       | 趙治勲 xxox    |                  | 本戦決勝進出   | 2位              | 張栩 xooo      | 河野臨 xoxx    | 最 多       | 8224(2位)   |      |
| 2007         | 小林覚 oooo         | 趙治勲 xxoox   |                  |                | 陥落             | 今村俊也 oxoo  | 河野臨 oxxx    | 優          | 7832(2位)   |      |
| 2008         | 趙治勲 oxooxxo      |                | 3位              | 張栩 oxxx      |                  | 張栩 xxox      |                |             | 6064 (2位)  |      |
| 2009         | 依田紀基 ooxxoo     |                | 3位              |                |                  |                | 張栩 oxoxo     |             | 7049(3位)   |      |
| 2010         | 張栩 xxxox          | 張栩 xxx       | 羽根直樹 xoooo   | 本戦決勝進出   |                  |                | 結城聡 xxx     | 優 勝 連 多 | 8617(2位)   |      |
| 2011         | 1位                 | 本戦決勝進出   | 羽根直樹 oooxxxo |                | 井山裕太 oxooxo  |                |                | 最          | 8970(2位)   |      |
| 2012         | 2位                 |                | 井山裕太 xxooxox | 本戦決勝進出   | 羽根直樹 oxxooxo |                |                | 優          | 5799(3位)   |      |
| 2013         | 2位                 |                | 2位              |                | 井山裕太 oxxxx   |                | 本戦決勝進出   |             | 3063(4位)   |      |
| 2014         | 井山裕太 xxxoox     |                | プレーオフ       |                | プレーオフ       |                |                |             | 3077(4位)   |      |
| 2015         | 井山裕太 xxxooox    |                | 井山裕太 xxxox   | 井山裕太 xoxx  | プレーオフ       |                |                | 多          | 4212(2位)   |      |
| 2016         | 井山裕太 xxxx       |                | 3位              | 本戦 決勝進出  | 3位              |                | 本戦 決勝進出  |             | 2969(6位)   |      |
| 2017         | Sリーグ 2位         | ベスト4        | 3位              | 井山裕太 xxx   | 2位              |                | 本戦 決勝進出  |             | 2181(5位)   |      |
| 2018         | Sリーグ 2位         |                | 井山裕太 oxxxx   |                | 3位              |                | 井山裕太 xoxox |             | (4位)       |      |
| 2019         | 井山裕太 xoxxoox    | ベスト4        | 陥落             |                | 5位              |                |                |             | (6位)       |      |
| 2020         | Sリーグ 5位降格     |                |                  |                | 6位              |                |                |             | (6位)       |      |
| 2021         | Aリーグ 2位昇格     | ベスト8        |                  |                | 4位              |                |                |             |             |      |
| 2022         | Sリーグ 6位降格     |                |                  |                | 3位              |                |                |             | (8位)       |      |
| 2023         | Aリーグ 1位挑決進出 |                |                  |                | 4位              |                |                |             |             |      |
| 2024         | Sリーグ 5位降格     | ベスト4        |                  |                | 5位              |                |                |             |             |      |
| 2025         | Aリーグ 1位挑決進出 | ベスト4        |                  |                | リーグ           |                |                |             |             |      |
|              | 棋聖                | 十段           | 本因坊           | 碁聖           | 名人             | 王座           | 天元           | 棋道賞      | 賞金        | 備考 |

## 表彰
- 1986年8月7日 旭川市栄誉をたたえて[21]
- 1998年 第32回旭川市新人奨励賞[22]
- 2000年10月27日 北海道栄誉をたたえて[23]
- 2003年3月22日 旭川市民栄誉賞[24]
- 2011年2月8日 北海道栄誉賞[25]

## 著書
- 山下流攻めの突破力（2004年2月、日本棋院）
- 山下敬吾の「実戦」初段の手筋（2005年6月、成美堂出版）
- 山下敬吾 戦いのベクトル（2005年9月、毎日コミュニケーションズ）
- 山下敬吾の初段の実戦詰碁（2006年2月、成美堂出版）
- 至高の決断 依田、山下、井山の頭脳（2007年3月、毎日コミュニケーションズ）
- 世界一わかりやすい打碁シリーズ 山下敬吾の碁（2011年4月、毎日コミュニケーションズ）
- 基本手筋事典（2011年6月、日本棋院）